# Xã Bryan, Quận Griggs, Bắc Dakota
Xã Bryan (tiếng Anh: Bryan Township) là một xã thuộc quận Griggs, tiểu bang Bắc Dakota, Hoa Kỳ. Năm 2010, dân số của xã này là 39 người.